# Мелдрік Далуз
Мелдрік Далуз (1 лютого 1921 — 2 серпня 2011) — індійський хокеїст на траві.
Олімпійський чемпіон 1952 року.